# Isfara

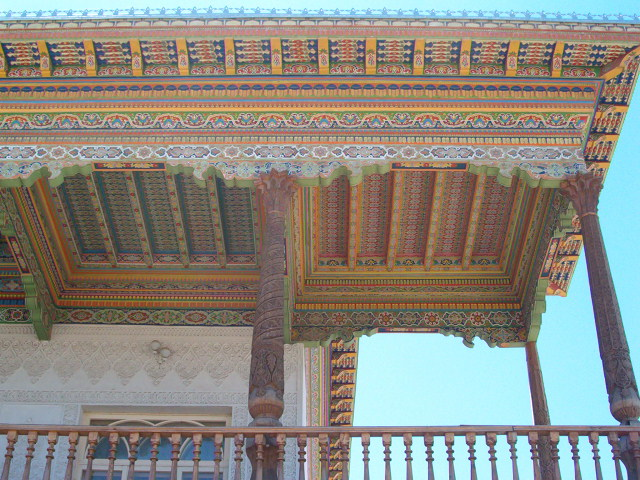
Dom herbaty

Isfara – miasto w Tadżykistanie, w wilajecie sogdyjskim, nad rzeką Isfara.
37 tys. mieszkańców (2006). Ośrodek regionu rolniczego; przemysł spożywczy (przetwórstwo owocowe), materiałów budowlanych; zakłady mechaniczne.